# Llista d'èxits de Bollywood fora de l'Índia
Aquesta llista d'èxits de Bollywood fora de l'Índia està elaborada segons les dades de BoxOffice India.com i presenta les pel·lícules més taquilleres d'aquesta indústria a l'estranger (en dòlars americans), sense reflectir el nombre d'entrades venudes. Com que la llista no té en compte la inflació tendeix a afavorir les obres realitzades aquests darrers anys, és a dir, a partir del 1995, fent que les que es van realitzar abans no hi apareguin.
| Posició | Pel·lícula                       | Any  | Producció                                            | Recaptació (en dòlars americans) |
| ------- | -------------------------------- | ---- | ---------------------------------------------------- | -------------------------------- |
| 1       | My Name is Khan                  | 2010 | Dharma Productions/Red Chillies Entertainment        | $42,500,000                      |
| 2       | Don 2                            | 2011 | Excel Entertainment/Red Chillies Entertainment       | $33,000,000                      |
| 3       | Kabhi Alvida Naa Kehna           | 2006 | Dharma Productions                                   | $22,770,000                      |
| 4       | Om Shanti Om                     | 2007 | Red Chillies Entertainment                           | $21,080,000                      |
| 5       | Ra.One                           | 2011 | Red Chillies Entertainment                           | $21,050,000                      |
| 6       | 3 idiots                         | 2009 | Vinod Chopra Productions                             | $20,500,000                      |
| 7       | Dhoom 2                          | 2006 | Yash Raj Films                                       | $8,570,000                       |
| 8       | Rab Ne Bana Di Jodi              | 2008 | Yash Raj Films                                       | $8,430,000                       |
| 9       | Bodyguard                        | 2011 | Reliance Entertainment                               | $8,300,000                       |
| 10      | Krrish                           | 2006 | Filmkraft Productions (I) Pvt. Ltd                   | $8,200,000                       |
| 11      | Jodhaa Akbar                     | 2008 | UTV Motion Pictures/Ashutosh Gowariker Productions   | $7,550,000                       |
| 12      | Don - The Chase Begins Again     | 2006 | Excel Entertainment Pvt. Ltd.                        | $7,460,000                       |
| 13      | Singh is Kinng                   | 2008 | Studio 18/Blockbuster Movie Entertainers             | $7,270,000                       |
| 14      | Ghajini                          | 2008 | Geetha Arts                                          | $7,060,000                       |
| 15      | Zindagi Na Milegi Dobara         | 2011 | Excel Entertainment Pvt. Ltd.                        | $7,100,000                       |
| 16      | Fanaa                            | 2006 | Yash Raj Films                                       | $6,860,000                       |
| 17      | Devdas                           | 2002 | Mega Bollywood                                       | $6,650,000                       |
| 18      | Kuch Kuch Hota Hai               | 1998 | Dharma Productions                                   | $6,250,000                       |
| 19      | Love Aaj Kal                     | 2009 | Illuminati Films Pvt. Ltd.                           | $6,200,000                       |
| 20      | Kal Ho Naa Ho                    | 2003 | Dharma Productions                                   | $6,000,000                       |
| 21      | Dabangg                          | 2010 | Shree Ashtavinayak Cine Vision Ltd                   | $5,500,000                       |
| 22      | Welcome                          | 2007 | Base Industries Group                                | $5,360,000                       |
| 23      | Dostana                          | 2008 | Dharma Productions                                   | $5,230,000                       |
| 24      | Lage Raho Munna Bhai             | 2006 | Vinod Chopra Productions                             | $5,180,000                       |
| 25      | Race                             | 2008 | Tips Films Pvt. Ltd.                                 | $5,050,000                       |
| 26      | Salaam-e-Ishq: A Tribute to Love | 2007 | MAD Entertainment Ltd./Orion Pictures                | $4,950,000                       |
| 27      | Kites                            | 2010 | Filmkraft Productions Pvt. Ltd.                      | $4,900,000                       |
| 28      | Rang De Basanti                  | 2006 | UTV Motion Pictures/Prakash Mehra Pictures Pvt. Ltd. | $4,850,000                       |
| 29      | Dilwale Dulhania Le Jayenge      | 1995 | Yash Raj Films                                       | $4,580,000                       |
| 30      | Salaam Namaste                   | 2005 | Yash Raj Films                                       | $4,530,000                       |